# Litchfield (Minnesota)
Litchfield – miasto w Stanach Zjednoczonych, w stanie Minnesota, w hrabstwie Meeker.